# Бакленд, Роберт
Роберт Джеймс Бакленд (англ. Robert James Buckland; род. 22 сентября 1968) — британский политик, член Консервативной партии Великобритании. Лорд-канцлер, министр юстиции Великобритании (2019—2021). Министр по делам Уэльса (2022).

## Биография
Бакленд родился 22 сентября 1968 года в Лланелли,Уэльс. Затем он учился в колледже Хатфилд в Даремском университете в 1989 году. Он окончил юридический факультет в 1990 году, а в следующем году был призван в адвокатскую палату в Иннер-Темпл в качестве барристер.
Бакленд работал барристером в Уэльсе с 1992 по 2010 год, специализируясь на уголовном праве. Он был назначен регистратором в 2009 году, работал в качестве временного судьи в королевском суде. В 2014 году стал генеральным солиситором и мастером скамьи в Иннер-Темпл.

## Политическая карьера
В 1993 и 1995 году Бакленд баллотировался в местные советы округа Дифед и графства Кармартеншир В 1990-е годы он продолжал безуспешно баллотироваться, пытаясь попасть то в палату общин, то в Европарламент. В 2005 году Бакленд снова баллотировался в парламент, но безуспешно. В 2010 году Бакленд наконец попал в палату общин. В 2010 году Бакленд вошёл в комитет по делам юстиции палаты общин. Был главой межпартийной группы по аутизму. В 2014 году стал Генеральным солиситором Англии и Уэльса.
24 июля 2019 года при формировании правительства Бориса Джонсона был назначен лорд-канцлером, министром юстиции.
15 сентября 2021 года выведен из второго правительства Джонсона в ходе серии кадровых перемещений.
7 июля 2022 года в разгар правительственного кризиса и массовых отставок министров назначен министром по делам Уэльса.
6 сентября 2022 года сохранил должность при формировании правительства Лиз Трасс.
25 октября 2022 года по завершении второго за несколько месяцев правительственного кризиса был сформирован кабинет Риши Сунака, в котором Бакленд не получил никакого назначения.